# Schweiz i olympiska sommarspelen 1988
Schweiz deltog i de olympiska sommarspelen 1988 med en trupp bestående av 99 deltagare, och totalt blev det fyra medaljer.

## Medaljer

### Silver
- Otto Hofer, Christine Stückelberger, Daniel Ramseier och Samuel Schatzmann - Ridsport, lagtävlingen i dressyr.
- Beat Schwerzmann och Ueli Bodenmann - Rodd, dubbelsculler.

### Brons
- Werner Günthör - Friidrott, kulstötning.
- Christine Stückelberger - Ridsport, Individuell dressyr.

## Bågskytte
Damernas individuella
- Vreny Burger — Inledande omgång (→ 39:e plats)
- Nadia Gautschi — Inledande omgång (→ 45:e plats)

## Cykling
Damernas linjelopp
- Edith Schönenberger — 2:00:52 (→ 18:e plats)
- Barbara Ganz — 2:00:52 (→ 40:e plats)
- Brigitte Gyr — 2:00:52 (→ 41:a plats)

## Friidrott
Herrarnas kulstötning
- Werner Günthör
  - Kval — 20,70m
  - Final — 21,99m (→  Brons)

Herrarnas spjutkastning
- Rudolf Steiner
  - Kval — 76,02m (→ gick inte vidare)

Herrarnas tiokamp
- Beat Gähwiler — 8114 poäng (→ 12:e plats) 
  1. 100 meter — 11,18s
  2. Längd — 7,34m
  3. Kula — 14,48m
  4. Höjd — 1,94m
  5. 400 meter — 49,02s
  6. 110m häck — 15,11s
  7. Diskus — 42,46m
  8. Stav — 4,70m
  9. Spjut — 65,84m
  10. 1 500 meter — 4:16,74s

- Christian Gugler — 7502 poäng (→ 22:e plats)  
  1. 100 meter — 11,49s
  2. Längd — 7,02m
  3. Kula — 13,80m
  4. Höjd — 2,03m
  5. 400 meter — 50,60s
  6. 110m häck — 15,22s
  7. Diskus — 39,08m
  8. Stav — 4,70m
  9. Spjut — 60,92m
  10. 1 500 meter — 4:21,93s

- Severin Moser — 7502 poäng (→ 27:e plats) 
  1. 100 meter — 11,10s
  2. Längd — 6,98m
  3. Kula — 12,69m
  4. Höjd — 1,85m
  5. 400 meter — 48,63s
  6. 110m häck — 15,13s
  7. Diskus — 38,04m
  8. Stav — 4,70m
  9. Spjut — 49,52m
  10. 1 500 meter — 4:21,90s

Damernas maraton
- Genoveva Eichenmann
  - Final — 2"44,37 (→ 47:e plats)

- Rosmarie Müller
  - Final — 2"47,31 (→ 48:e plats)

Damernas spjutkastning
- Denise Thiémard
  - Kval — 61,74m
  - Final — 58,54m (→ 9:e plats)

Damernas sjukamp
- Corinne Schneider
  - Slutlig poäng — 6157 poäng (→ 13:e plats)

## Fäktning
Herrarnas värja
- Patrice Gaille
- Michel Poffet
- André Kuhn

Herrarnas värja, lag
- Patrice Gaille, André Kuhn, Zsolt Madarasz, Gérald Pfefferle, Michel Poffet

Damernas florett
- Alessandra Mariéthoz
- Andrea Piros

## Modern femkamp
Individuella tävlingen
- Peter Steinmann — 5181 poäng (→ 9:e plats)
- Andy Jung — 4951 poäng (→ 26:e plats)
- Peter Burger — 4731 poäng (→ 43:e plats))

Lagtävlingen
- Steinmann, Jung och Burger — 14863 poäng (→ 7:e plats)